# Pandava banna
Espèce
Pandava banna est une espèce d'araignées aranéomorphes de la famille des Titanoecidae.

## Distribution
Cette espèce est endémique du Yunnan en Chine,. Elle se rencontre dns le xian de Mengla.

## Description
Le mâle holotype mesure 3,13 mm et la femelle paratype 4,13 mm.

## Systématique et taxinomie
Cette espèce a été décrite par Lin et Li en 2022.

## Étymologie
Son nom d'espèce lui a été donné en référence au lieu de sa découverte, la préfecture autonome dai de Xishuangbanna.

## Publication originale
- Lin, Zhao, Koh & Li, 2022 : « Taxonomy notes on twenty-eight spider species (Arachnida: Araneae) from Asia. » Zoological Systematics, vol. 47, no 3, p. 198-270 (texte intégral).